# Bundesterritorium (Malaysia)
Die drei Bundesterritorien Malaysias sind bundesunmittelbare Gebiete, d. h. Gebiete, die zu keinem der 13 Bundesstaaten gehören, sondern direkt der Bundesregierung unterstehen. Es handelt sich hierbei um die Hauptstadt Kuala Lumpur, den Regierungssitz Putrajaya und die Insel Labuan vor der ostmalaysischen Küste.
Kuala Lumpur, dessen Gebiet vom Bundesstaat Selangor umschlossen wird, erhielt durch eine Verfassungsänderung am 1. Februar 1974 eine eigene Verwaltung. Im Jahr 1995 kaufte die malaysische Regierung Selangor weitere 46 km² Land ab, um den neuen Regierungssitz Putrajaya zu errichten. Bereits 1984 war die Insel Labuan vor der Nordküste Borneos als Offshore-Finanzzentrum zum Bundesterritorium erklärt worden. Alle drei Territorien unterstehen dem Federal Territories Ministry von Malaysia. 
Im Malaiischen wird den Bundesterritorien der Namenszusatz Wilayah Persekutuan vorangestellt. 